# پی‌پی‌دی
پی‌پی‌دی (انگلیسی: PPD, Inc.) شرکت داروسازی آمریکایی است، که در سال ۱۹۸۵ تأسیس شد.